# پپی
پپی (به صربی: Pepelj) یک منطقهٔ مسکونی در صربستان است که در بایینا باشتا واقع شده‌است. پپی ۱۸۰ نفر جمعیت دارد.